# Nowiny (Nowa Wieś)
Nowiny – nieoficjalny przysiółek wsi Nowa Wieś w Polsce położony w województwie pomorskim, w powiecie sztumskim, w gminie Sztum.
W latach 1975–1998 miejscowość należała administracyjnie do województwa elbląskiego.
Inne miejscowości o nazwie Nowiny.